# Sinéad Cusack

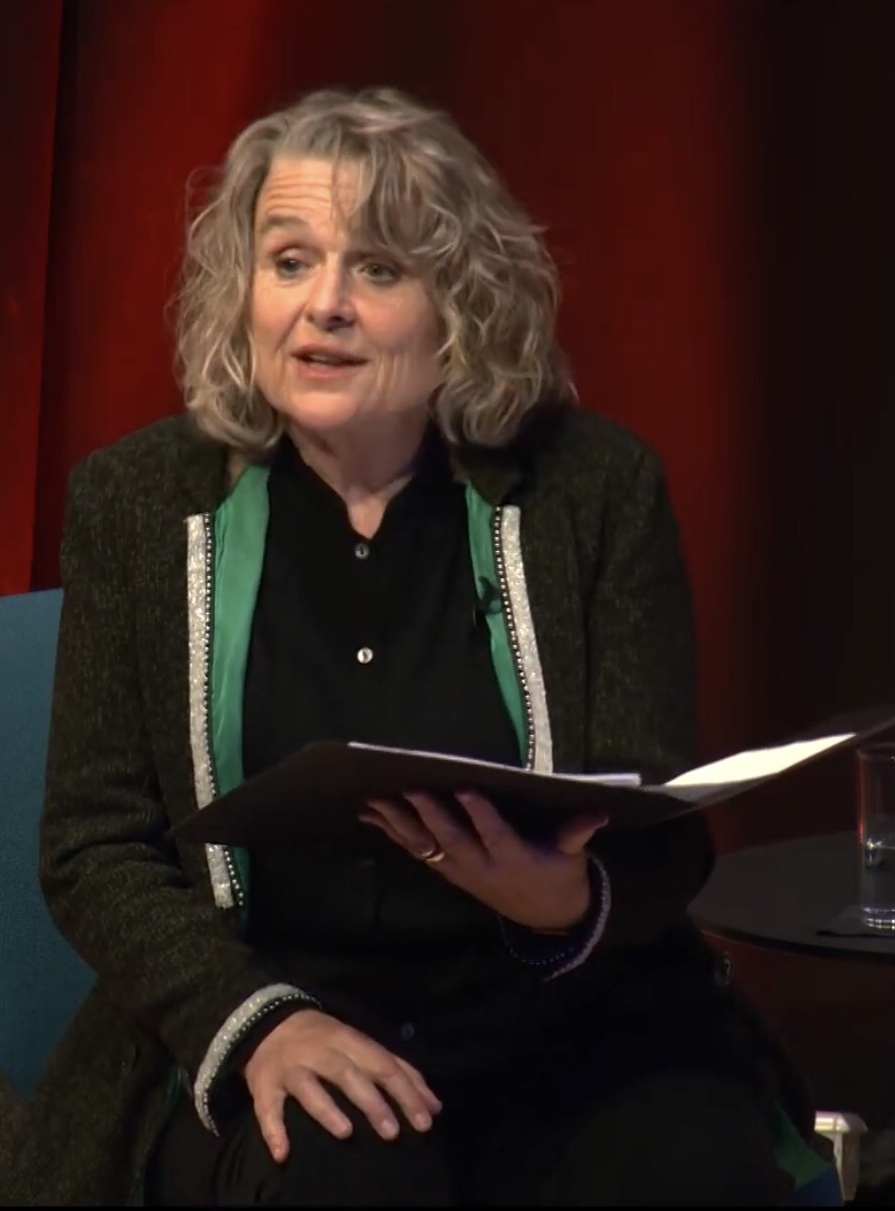
Sinéad Cusack, 2021

Sinéad Moira Cusack [ʃɪˈneːd̪ ˈmɔɪɹɘ ˈkjuːzæk] (* 18. Februar 1948 in Dalkey im County Dublin) ist eine irische Schauspielerin.

## Leben
Sinéad Cusack wurde in Dalkey als Tochter des Schauspielerehepaares Cyril und Maureen Cusack geboren. Sie ist die Schwester der Schauspielerinnen Sorcha Cusack, Niamh Cusack und die Halbschwester von Catherine Cusack. In ihrer Jugend hatte sie ein Verhältnis mit dem Fußballer George Best.
Seit 1978 ist sie mit dem britischen Schauspieler Jeremy Irons verheiratet. Der Ehe entstammen die beiden Söhne Samuel James (Sam, geboren 1978) und Maximilian Paul (Max, geboren 1985). Ein Jahrzehnt vor ihrer Ehe bekam Sinéad Cusack 1968 einen unehelichen Sohn, den sie zur Adoption freigab. Seitdem enthüllt wurde, dass es sich bei diesem Kind um den irischen trotzkistischen Politiker Richard Boyd Barrett handelt, sind die beiden wieder in Verbindung. Bei den Wahlen 2007 beteiligte sie sich an der Kampagne zugunsten von Barrett.
Sinéad Cusack ist die Schirmherrin der Burma Campaign UK, einer in London beheimateten Gruppe, die sich für Menschenrechte und Demokratie in Burma (Myanmar) einsetzt.

## Karriere
Ihre erste Schauspielrolle hatte sie am Abbey Theatre in Dublin. 1970 stand sie mit Peter Sellers in dem Spielfilm Hoffman vor der Kamera. In der Fernsehserie Die 2 (Original: The Persuaders) spielte sie in der Folge Erben bringt Sterben, deutsche Erstausstrahlung am 19. Dezember 1972, die Jenny Lindsey neben Tony Curtis und Roger Moore. 1975 zog sie nach London um und schloss sich der Royal Shakespeare Company an. Mit der RSC gab sie 1984 ihr Broadwaydebüt. Sie spielte die Rolle der Roxane in Cyrano de Bergerac neben Derek Jacobi und die Beatrice in Viel Lärm um Nichts (Much Ado About Nothing). Letzteres Stück war ursprünglich 1982/83 am Royal Shakespeare Theatre in Stratford-upon-Avon aufgeführt worden, wurde 1983/84 dann an das London’s Barbican Theatre verlegt, wo es zusammen mit Cyrano aufgeführt wurde. Beide Stücke wurden 1984/85 am Gershwin Theatre in New York aufgeführt, und die Rolle der Beatrice brachte Cusack die Nominierung für einen Tony Award ein. Nach den Broadwayaufführungen tourte sie mit Viel Lärm um Nichts durch die USA, mit Gastspielen in Washington, D.C. und Los Angeles. Im Jahr 1992 spielte sie neben ihrem Mann Jeremy Irons in der Graham-Swift-Verfilmung Waterland.
Eine ihrer bekanntesten Theaterrollen war 1998 in Our Lady of Sligo, in dem sie die Hauptrolle der Mai O’Hara bei Aufführungen in ihrer Heimat Irland, am Broadway und am National Theatre spielte. Im selben Jahr spielte sie neben Pierce Brosnan in dem Filmdrama Der amerikanische Neffe (The Nephew). 2004 wirkte sie in der BBC-Miniserie North and South mit und 2006 in dem Film V wie Vendetta (V for Vendetta). 2006 war sie in der BBC-Sitcom Home Again zu sehen. In dem 2007 entstandenen Thriller Tödliche Versprechen – Eastern Promises spielte sie neben Viggo Mortensen und Naomi Watts in einer tragenden Rolle.
1998 wurde sie mit dem Evening Standard Award in der Kategorie Beste Schauspielerin und ebenso mit dem Critics’ Circle Theatre Award als Beste Schauspielerin ausgezeichnet.
Neben Schauspielkolleginnen wie Paola Dionisotti, Harriet Walter, Fiona Shaw und Juliet Stevenson steuerte Sinéad Cusack 1994 einen Beitrag zu dem Buch Clamorous Voices: Shakespeare's Women Today von Carol Rutter bei, in dem moderne Interpretationen für weibliche Rollen in Shakespeare-Stücken dargelegt werden.

## Filmografie (Auswahl)
- 1967: Tolldreiste Kerle in rasselnden Raketen (Jules Verne’s Rocket to the Moon)
- 1969: Alfred der Große – Bezwinger der Wikinger (Alfred the Great)
- 1971: Die 2 (The Persuaders!) (Fernsehserie, 1 Folge)
- 1973: Thriller (Fernsehserie, 1 Folge)
- 1974: Kein Pardon für Schutzengel (The Protectors) (Fernsehserie, 1 Folge)
- 1977: Marty Feldmans Drei Fremdenlegionäre (The last Remake of Beau Geste)
- 1992: Das Geheimnis seiner Liebe (Waterland)
- 1993: Der Zementgarten (The Cement Garden)
- 1994: Geheimnisse (Uncovered)
- 1996: Gefühl und Verführung (Stealing Beauty)
- 1998: Der amerikanische Neffe (The Nephew)
- 2000: Tiefe der Sehnsucht (Passion of Mind)
- 2004: North & South
- 2005: V wie Vendetta (V for Vendetta)
- 2007: Tödliche Versprechen – Eastern Promises (Eastern Promises)
- 2009: Cracks
- 2011: Camelot (Fernsehserie, 7 Folgen)
- 2012: Zorn der Titanen (Wrath of the Titans)
- 2012: Inspector Barnaby: Fernsehserie, Staffel 15, Folge 4: Der Tod geht ins Kino (Death And The Divas)
- 2013: Agatha Christie’s Poirot (Fernsehserie, 1 Folge)
- 2014: Stonehearst Asylum – Diese Mauern wirst du nie verlassen (Stonehearst Asylum)
- 2016: Call the Midwife – Ruf des Lebens (Call the Midwife) (Fernsehserie, 1 Folge)
- 2016: Marcella (Fernsehserie, 8 Folgen)